# Ardisia urbanii
Ardisia urbanii é uma espécie de planta da família Myrsinaceae. É endêmica da Jamaica.